# Tramway de Brăila
Le tramway de Brăila est le réseau de tramway desservant la ville roumaine de Brăila. Ouvert en 1886, il compte cinq lignes.

## Réseau actuel

### Aperçu général
Le réseau compte cinq lignes :
- 21 : Depou – Piata Concordia – Ulmului
- 22 : Depou – 1 Decembrie – Ulmului
- 24 : Combinat – Fabrica de coroare
- 25 : Statiunea Lacu Sarat – Fabrica de coroare